# Sparkasse Duisburg
Die Sparkasse Duisburg ist eine öffentlich-rechtliche Sparkasse mit Sitz in Duisburg in Nordrhein-Westfalen. Ihr Geschäftsgebiet umfasst die Städte Duisburg und Kamp-Lintfort.

## Organisationsstruktur
Die Sparkasse Duisburg ist eine Anstalt des öffentlichen Rechts. Rechtsgrundlagen sind das Sparkassengesetz für Nordrhein-Westfalen und die durch die Verbandsversammlung des Sparkassenzweckverbandes der Städte Duisburg und Kamp-Lintfort erlassene Satzung. Organe der Sparkasse sind der Vorstand und der Verwaltungsrat.

## Geschäftsausrichtung
Die Sparkasse Duisburg betreibt als Sparkasse das Universalbankgeschäft. In ihrem Geschäftsgebiet ist sie Marktführer. Die Sparkasse Duisburg wies im Geschäftsjahr 2023 eine Bilanzsumme von 6,815 Mrd. Euro aus und verfügte über Kundeneinlagen von 5,189 Mrd. Euro. Gemäß der Sparkassenrangliste 2023 liegt sie nach Bilanzsumme auf Rang 54. Sie unterhält 41 Filialen/Selbstbedienungsstandorte und beschäftigt 1.168 Mitarbeiter. Ausgebildet werden 73 Auszubildende (Stand: 31. Dezember 2019) im Berufsbild Bankkaufmann/-frau.

## Geschichte
Die „Städtische Sparkasse zu Duisburg“ wurde am 4. März 1844 gegründet. 
Durch eine kommunale Neuordnung am 1. Oktober 1905 erfolgte eine Zusammenlegung der bis dahin selbstständigen Gemeinden Ruhrort, Meiderich und Beeck mit der Stadt Duisburg. Die bis dahin eigenständigen Gemeindesparkassen schlossen sich zeitgleich der Städtischen Sparkasse zu Duisburg an. Durch weitere kommunale Eingemeindungen im Jahr 1929 kamen die Sparkassen Hamborn und Huckingen dazu. 
Aus der großen Gebietsreform des Jahres 1975 ergaben sich weitere Zusammenlegungen von Sparkassen: Die Sparkassen der Gemeinden Rheinhausen, Walsum und Homberg verschmolzen mit der Stadtsparkasse Duisburg. In diesem Zuge war auch die Arrondierung von Geschäftsgebieten unumgänglich. So übernahm die Stadtsparkasse Duisburg die Zweigstelle Baerl von der Städtischen Sparkasse Moers und die Zweigstellen Rumeln und Kaldenhausen von der Kreissparkasse Moers. 
Während bis 2002 Sparkassenfusionen in Nordrhein-Westfalen nur unter benachbarten Instituten möglich waren, wurden durch eine Novellierung des Sparkassengesetzes NRW auch sogenannte Sprungfusionen von nicht unmittelbar benachbarten Sparkassen ermöglicht. In der Folge fusionierte im Jahr 2003 die Stadtsparkasse Duisburg mit der Stadtsparkasse Kamp-Lintfort. 
Seither trägt das Kreditinstitut den Namen „Sparkasse Duisburg“. Mittelbar über den im Rahmen der Fusion gegründeten Sparkassenzweckverband der Städte Duisburg und Kamp-Lintfort ist die Stadt Duisburg mit 89,5 % und die Stadt Kamp-Lintfort mit 10,5 % an der Sparkasse Duisburg beteiligt.

## Sparkassen-Finanzgruppe
Die Sparkasse Duisburg ist Teil der Sparkassen-Finanzgruppe. Sie tritt im Vertriebsbereich gemeinsam mit der LBS Westdeutsche Bausparkasse, Provinzial Rheinland (Versicherungsprodukte), Deka (Investmentprodukte), Helaba, S-International Rhein-Ruhr (Auslandsgeschäft), Deutschen Leasing, S-direkt (DirektBanking), S Broker (Online-Broker) und LBS Immobilien GmbH im Verbund auf.